# Île Brock
L'île Brock fait partie de l'archipel arctique canadien dans les îles de la Reine-Élisabeth. Elle est située dans les Territoires du Nord-Ouest. Elle a une superficie de 764 km2.

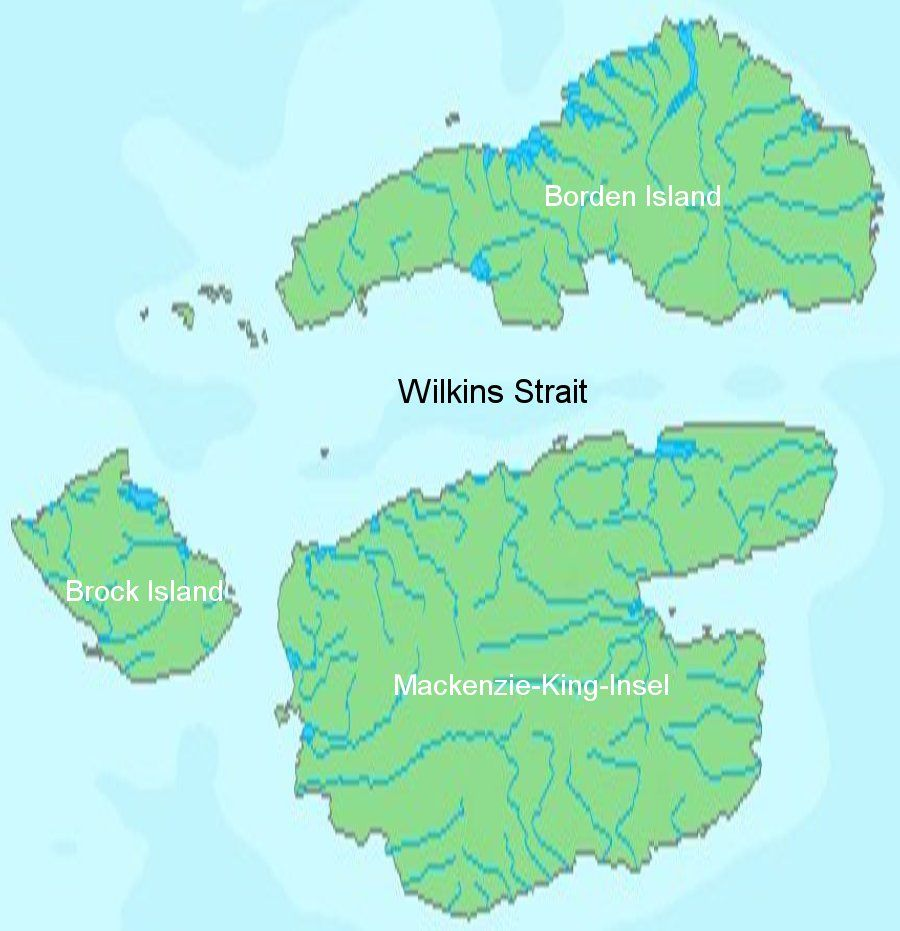
L'île Brock à l'est de l'île Mackenzie King et au sud-est de l'île Borden